# Nannie van Wehl
Susanna Jacoba Adriana Lugten-Reys, pseudoniem Nannie van Wehl, (Den Haag, 12 november 1880 – Rotterdam, 15 april 1944) was Nederlandse onderwijzeres, jeugdboekenschrijfster en publiciste.

## Levensloop
Reys werd in 1880 op Westeinde 79 in Den Haag geboren als dochter van Jacobus Hermanus Reijs (1854-1913), gymnastiek- en schermleraar, en Johanna Maria Frölich (1856-1915). Ze was de oudste van de vier kinderen. Ze groeide op in de binnenstad van Den Haag. Haar ouders moedigden haar en de jongere kinderen aan om door te leren.

### Leven en werk in Den Haag
Na haar openbare lagere school aan de Korte Lombardstraat leerde Reys twee jaar lang aan de burgerschool aan de Zuidwal in vakken als Engels, Duits en Frans. Omdat ze onderwijzeres wilde worden, werd ze kwekeling op haar oude lagere school, waar ze vier jaar lang aanbleef, en volgde daarnaast in de avonduren normaallessen aan de Rijksnormaalschool in Den Haag. Op deze school was Jan Ligthart, haar leraar Nederlands. Hij moedigde haar aan om te gaan schrijven. In deze periode bezocht Reys de Nationale Tentoonstelling voor Vrouwenarbeid in Den Haag, waarvan ze zeer onder de indruk was. In 1899 behaalde ze haar diploma, de hoofdakte. Later haalde ze eveneens diploma's Frans, Vrije en Ordeoefeningen (gymnastiek) en Nuttige Handwerken. Als schrijfster debuteerde Reys in 1901, onder het pseudoniem Susanna, in het door Jan Ligthart in 1899 opgerichte tijdschrift School en Leven met het artikel 'Terug naar een mooi plekje'. Ze zou ruim twintig jaar voor dit tijdschrift blijven schrijven.
Tot 1904 werkte Reys op verschillende scholen in Den Haag. Ze gaf les in Nederlands, Frans, geschiedenis, aardrijkskunde en natuurkunde aan de neutraal-bijzondere Kweekschool aan de Elandstraat. In deze periode ontmoette ze Kees Lugten (1879-1957), civiel ingenieur bij de gemeente Den Haag, de broer van een van haar collega's en haar latere echtgenoot.

### Leven en werk in Rotterdam
Lugten verruilde in 1904 Den Haag voor Rotterdam, omdat hij daar een baan had gekregen als betonspecialist. Een jaar later vertrok Reys ook naar Rotterdam. Ze werkte er eerst als onderwijzeres. Later was ze waarnemend hoofd van een openbare meisjes-ULO. Ze was in die een zelfstandig wonende en werkende vrouw.

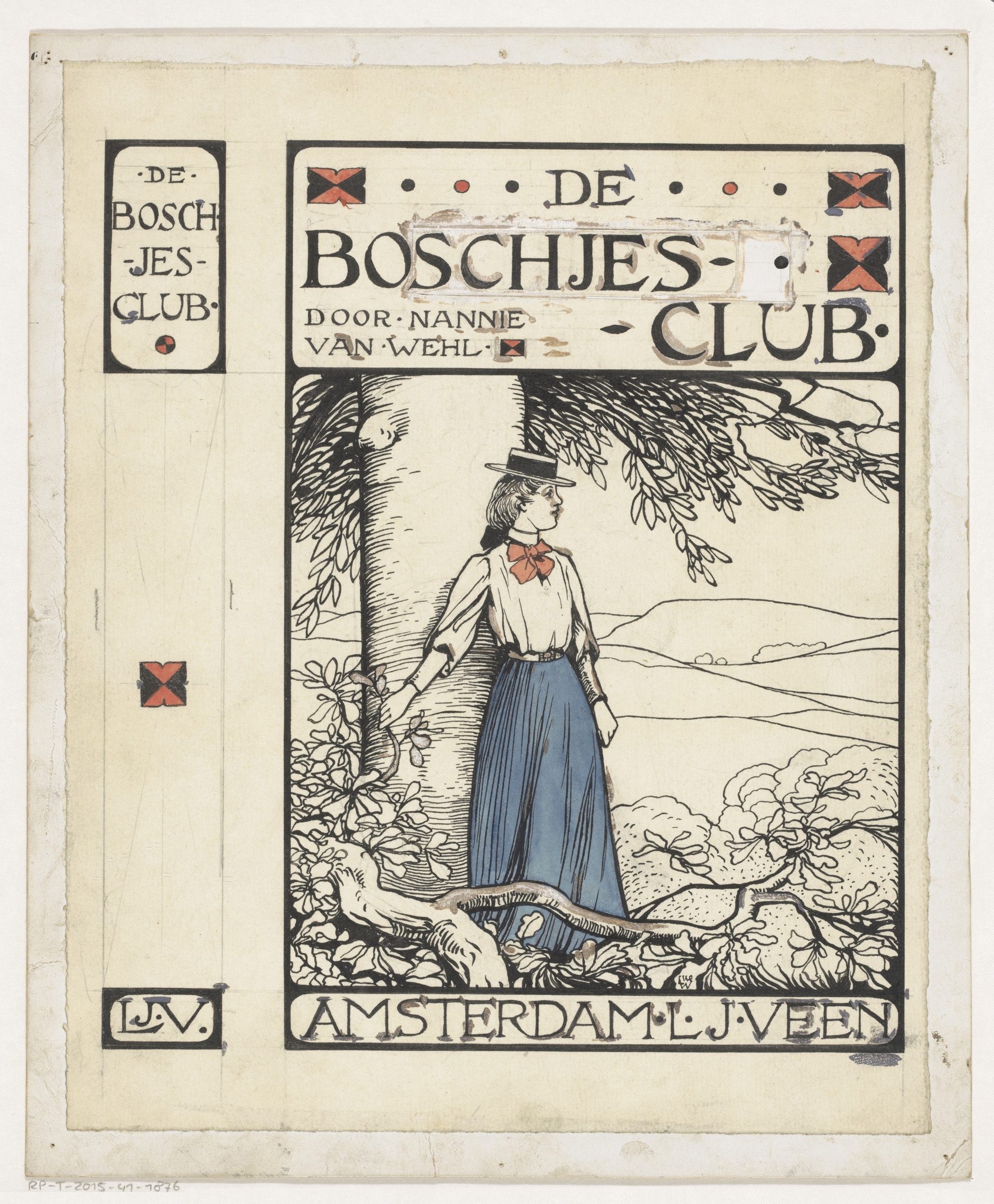
Bandontwerp 'De Boschjes-club' (1905) van Willem Wenckebach

In deze periode tot aan haar huwelijk was ze zeer productief als schrijfster. Er verschenen verschillende boeken en artikelen van haar hand. In 1905 haar eerste boek: De Boschjesclub, gebaseerd op haar ervaringen als kwekeling in Den Haag. Gedurende de periode 1905-1908 publiceerde ze nog vijf andere jeugdboeken. Ook schreef ze ongeveer vijftig bijdragen voor tijdschriften zoals Nieuw Leven (voor onderwijzers en opvoeders), School en Leven, De Hollandsche Lelie, Eigen Haard en Onze meisjeswereld (voor meisjes van 12 tot 16 jaar). In haar werk nam ze duidelijk stelling, zo deed ze in 1902 een oproep tot betere seksuele voorlichting in School en Leven en schreef ze in 1909 in het blad Europa over homoseksualiteit, waar ze tolerant tegenover stond. Ze schreef vanaf 1904 onder het pseudoniem Nannie van Wehl, om haar identiteit voor haar leerlingen te verbergen.
Op 2 oktober 1908 trouwde ze in Den Haag met Kees Lugten. Het echtpaar kreeg twee kinderen. Het gezin woonde in Rotterdam aan de Vijverweg, waar Lugten-Reys tot haar dood zou blijven wonen. In de zomer verbleef ze meestal met de kinderen in hun tweede huis in Bilthoven. Na haar huwelijk moest ze noodgedwongen haar baan als lerares opgeven. Ze werd een zeer productieve en gewaardeerde schrijfster: tussen 1908 en 1922 publiceerde ze nog vijftien jeugdboeken. Haar boeken draaien om thema's als: vriendschap tussen meisjes en jongens; hard werken; vooruitgaan in de wereld; leren omgaan met ziekte en dood; en genieten van de natuur.
In 1913 richtte Lugten-Reys het tijdschrift De Haagsche Vrouwenkroniek op, waarvan ze bijna een jaar (tot september 1914) hoofdredactrice bleef. Het doel was een tijdschrift op te richten dat interessant en leerzaam was voor vrouwen van alle rangen en standen, een blad dat vrouwen aanspoorde om meer actief in de wereld te staan. In april 1915 nam Jacqueline Reyneke van Stuwe het, wegens gezondheidsredenen en financiële oorzaken, van haar over. Hierna bleven er tot 1919 nog bijdragen van haar in het tijdschrift verschijnen.
In 1944 overleed Lugten-Reys. Haar dochter Suus was na een langdurig ziekbed in mei 1940 overleden. Ze raakte in deze jaren lichamelijk en geestelijk verzwakt, wat waarschijnlijk veroorzaakt werd door de ziekte van haar dochter, het Duitse bombardement op Rotterdam en de bezetting door de Duitsers. Ze verzwakte steeds meer en overleed op 15 april 1944, op 63-jarige leeftijd.
Kleindochter Suus Boef-van der Meulen heeft onderzoek gedaan naar het leven en werk van haar grootmoeder. In een artikel in het tijdschrift Historica (2000) omschrijft ze haar als volgt: "Geen uitgesproken feministe, maar een zelfbewuste vrouw die vond dat andere vrouwen nog te weinig actief in de wereld stonden en dat zij hen kon helpen om daar iets aan te doen".

## Bibliografie

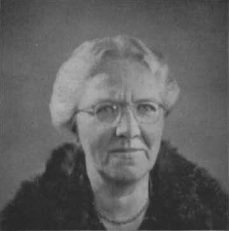
Nannie van Wehl

### Jeugdliteratuur
- De Boschjesclub (1905)
- De tante van het duinveld (1906)
- Het moeilijke begin (1906)
- De buren (1907)
- Wij zijn jong! (1907)
- Meisjesjaren (1908)
- Vooruitgestuurd (1909)
- Aan den waterkant (1909)
- Do en Lo Verster (1910)
- Huize Labor (1910)
- De kleinkinderen van mevrouw Beukema (1910)
- Anneke van den dokter (1912)
- Acht dagen uit Rita's leven, en Joop's avontuur (1916)
- Lientje's verzoeking, en De groote geleerde (1916)
- De Schillekinderen en andere verhalen (1916)
- Constance trok van huis tot huis (1917)
- Het boek met de verhalen van Suusje (1917)
- De vriendschap van Bertha en Beata (1918)
- De familie Van Clarenbeek en hun trouwe Antoon (1919)
- De verhalen van mijn jongen (1922)
- Bij regenweer (met W. Blokker) (1932)
- Rietje zorgt ervoor en Naar 't zonlicht toe (1934)

### Vertalingen/bewerkingen
- Elise Singmaster, De grote taak van Emmeline (1937)
- Harriet Beecher Stowe, De negerhut (1937)
- Kate Douglas Wiggin, God gaf, God nam, zijn naam zij geloofd (1939)

- Biografisch Portaal: 32162407
- Digitale Bibliotheek voor de Nederlandse Letteren: wehl002
- International Standard Name Identifier: 0000 0003 9238 5579
- Nederlandse Thesaurus van Auteursnamen: 068198329
- Virtual International Authority File: 286432847